# 1623
1623 (MDCXXIII) a fost un an comun al calendarului gregorian, care a început într-o zi de duminică.

## Nașteri
- 19 iunie: Blaise Pascal, matematician, fizician și filosof francez (d. 1662)
- 14 iulie: Hedwig Sophie de Brandenburg, regentă de Hesse-Kassel (d. 1683)

## Decese
- 8 iulie: Papa Grigore al XV-lea  (n. 1554)
- 4 iulie: William Byrd compozitor britanic (n. 1543)
- 6 august: Anne Hathaway (Shakespeare)  (n. 1556)
- dată necunoscută: Halime Sultan sultană otomană (n. 1576)
- 19 mai: Mariam-uz-Zamani  (n. 1542)
- 12 noiembrie: Iosafat Kunțevici  (n. 1580)
- 28 iunie: Federico Ubaldo della Rovere Duce de Urbino (n. 1605)
- dată necunoscută: Ștefan Tomșa al II-lea  (n. 1564)